# Гольшанський Юрій Олександрович
Юрій Гольшанський герба Гіпоцентавр (пом. весною 1511) — середульший син чільного литовсько-руського князя Олександра Юрійовича Гольшанського та Софії Олехнівни Судимонтівни. Мав братів Януша й Павла і декількох сестер. 
Уперше згадується 16 квітня 1502 року у грамоті вел. кн. Олександра Ягеллончика як член пани-ради, згодом — на урядах намісника білицького (з грудня 1504) і крайчого господарського (1507–10). Також подибується в надвірній хоругві Сигізмунда I, якому служив вісьмома кіньми (8 липня — 20 жовтня 1506). Підтримав Мельницьку унію (1501).  
24 жовтня 1508 Ю. Гольшанського настановили воєводою київським з щорічною платнею розміром 300 коп грошей «для успоможенья». Наступного року, як член пани-ради, Юрій Олександрович виступив свідком двох привілеїв господаря: один для Яна Заберезинського, а другий — київським домініканцям. 